# Birlik
Birlik (en kazakh : Бiрлiк) est un village du district de Talgar de l’oblys d'Almaty au Kazakhstan.

## Géographie
Le village est situé à l’ouest du chef-lieu de district Talgar et au sud-est d’Almaty, et est relié à ces deux villes par la route.
Au sud de la localité, les pentes montagneuses s’élèvent très rapidement. En 1987 le village faisait partie du selsovet de Belbulaksy.

## Démographie
En 1999, la population du village était 1867 personnes (924 hommes et 943 femmes).
Selon le recensement de 2009, la population du village était 2812 personnes (1374 hommes et 1438 femmes).

## Économie
Quelques établissements industriels sont installés au nord du village. Étant donné sa proximité avec Almaty et l’aéroport international, Birlik est en plein développement et attire les investisseurs, parmi lesquels une société indienne qui cherchait récemment à implanter une unité de production de bière.

## Biologie
Des recherches botaniques ont été menées dans la région de Birlik en 1999. Des graines de Calligonum turbineum (C4) ont été prélevées pour examen.